# Пересечное
Пере́сечное, до 2013 — Пересечная (укр. Пересічне) — посёлок, Пересечанский поселковый совет, Дергачёвский район, Харьковская область, Украина.
Является административным центром Пересечанского поселкового совета, в который, кроме того, входят посёлки Березовское и Курортное

## Географическое положение
Посёлок городского типа Пересечное находится в 20 км от Харькова и в 15 км от Дергачей на левом берегу реки Уды, выше по течению примыкает к посёлку Пивденное, ниже по течению на расстоянии в 1 км — пгт Солоницевка, на противоположном берегу — посёлок Курортное.

## История
По одним данным, селение основано в 1650.
К началу XX века слобода Пересечная являлась административным центром Пересечанской волости Харьковского уезда Харьковской губернии.
1929 — был создан крестьянами ТОЗ (Товарищество по совместной обработке земли), который в 1930 стал колхозом.
В 1938 году был получен статус посёлок городского типа Пересечная.
В 1940 году, перед ВОВ, в посёлке было 1193 двора, пять ветряных мельниц и сельсовет.
Во время Великой Отечественной войны c конца октября 1941 по середину февраля 1943 и с начала марта по середину августа 1943 селение находилось под немецкой оккупацией.
Ранним утром 20 августа 1943 разведка советской 28-й гв. стрелковой дивизии (командир генерал-майор Георгий Иванович Чурмаев) 53-й армии Степного фронта доложила, что перед фронтом армии на участке Пересечная — Гавриловка немцы оставили лишь незначительные силы для прикрытия своего отхода за реку Уды. Село было в этот день освобождено.
16 августа 1943 года при освобождении Харькова от немецкой оккупации командующий Степным фронтом Советской армии И. С. Конев поставил задачу Пятой гвардейской танковой армии (командир Павел Ротмистров), находившейся в тот момент в Дергачёвском районе, окружить немецкую Харьковскую группировку с юго-запада: ударом через Гавриловку-Коротич-Рай-Еленовку на Покотиловку соединиться с наступавшей с северо-востока 7-й гвардейской армией и с востока — 57-й армией в районе Высокий-Карачёвка-Бабаи, замкнув кольцо. Задача не была выполнена, но 5-я танковая непрерывно девять дней атаковала немцев через реку Уды в основном из Пересечной, накапливаясь в лесу на её южной окраине; и потеряв несколько сотен танков. 24 августа из-за непрерывных боёв в частях 5-й танковой армии остались боеготовыми 78 танков Т-34 и 25 Т-70; 29 августа, на девятый день непрырывных боёв, когда Коротич был наконец освобождён, в армии осталось всего 50 танков (большая часть использовалась как неподвижные огневые точки), менее 50 % артиллерии и 10 % мотопехоты.
В годы войны 965 жителей села воевали на фронтах в рядах Советской армии; из них погибли 550 воинов; 285 были награждены боевыми орденами и медалями СССР.
В 1966 году здесь действовали птицефабрика, учебное хозяйство Харьковской совпартшколы, две средние школы, библиотека, клуб, дом быта и больница. На окраине посёлка находился санаторий «Березовские минеральные воды».
В 1976 году население составляло 8 300 человек. К этому году за мирный труд 37 жителей были награждены орденами и медалями СССР.
Здесь находилась центральная усадьба большой Пересечнянской птицефабрики, за которой были закреплены 1620 га сельхозугодий, в том числе 1168 га пахотной земли.
При СССР в селе действовал совхоз «Пересеча́нский».
В январе 1989 года численность населения составляла 8034 человека.
В июле 1995 года Кабинет министров Украины утвердил решение о приватизации находившегося в посёлке комбикормового завода.
По данным переписи 2001 года численность населения составляла 7176 человек, на 1 января 2013 года — 7118 человек.
16 апреля 2013 года Верховная Рада Украины переименовала посёлок Пересечная в пгт. Пересечное.

## Экономика
- Сельхозтехника.
- ЧАО «Колос».
- ЧП «Харьковаквайод».
- ООО «Риф».
- ООО «Тандем».
- ООО «Юнипласт».
- ООО «Пересечанский маслоэкстракционный завод»

## Объекты социальной сферы
- Детский сад «Солнышко».
- Детский сад «Березка».
- Школа.
- Дом культуры[18].
- Медицинская амбулатория общей практики-семейной медицины.
- Библиотека.

## Транспорт
Через посёлок проходят Южная железная дорога (станции Пересечная и Курортная, а также остановочный пункт «Платформа 224 км») и автомобильная дорога Т-2106 Харьков — Сумы.

## Достопримечательности
- Моховатое болото[укр.]
- Братская могила советских воинов[12].
- Церковь Михаила Архангела (1821)
- Историко-краеведческий музей
- Памятник Т. Г. Шевченко
- Памятник чернобыльцам
- Памятник воинам-интернационалистам
- Памятник В.И. Ленину[6] (был «декоммунизирован» после победы майдана в 2014 году).

## Люди, связанные с посёлком
- Коваленко Петр Иванович (1909—1943) — участник Великой Отечественной войны, Герой Советского Союза[12] Его именем названы улица в посёлке[6] и средняя школа.
- Потапенко, Филипп Алексеевич (1922, Пересечное — 1943) — участник Великой Отечественной войны, Герой Советского Союза.[6]
- Колодий, Сергей Владимирович (1981, Пересечное — 2014) — участник АТО, Герой Украины.